# John Birch
John Morrison Birch, né le 28 mai 1918 à Landour (Raj britannique) et mort le 25 août 1945 Xi'an ou Xuzhou (République de Chine), est un capitaine du renseignement militaire de l’US Army Air Forces, détaché en qualité d’agent de terrain auprès de l’Office of Strategic Services (OSS) en Chine durant la Seconde Guerre mondiale. Ancien ministre du culte baptiste, il exerce également les fonctions de missionnaire dans ce pays avant d’être intégré aux services de renseignement. Il meurt dix jours après la cessation officielle des hostilités, à la suite d’un accrochage avec des soldats communistes chinois, dans le cadre d’une mission qui lui avait été confiée par l’OSS,. Il fut décoré à titre posthume de la Distinguished Service Medal par l’armée des États-Unis.
La John Birch Society (JBS), association politique américaine de tendance conservatrice, est fondée en 1958 par Robert H. W. Welch Jr., qui la nomme ainsi en hommage à John Birch, perçu par ses soins comme un martyr et l’une des premières victimes de l'affrontement idéologique entre les États-Unis et l'Union soviétique à l’orée de la guerre froide. Les parents de Birch sont accueillis au sein de ladite société en qualité de membres honoraires à titre perpétuel.

## Biographie
John Birch nait à Landour, station climatique située dans la chaîne de l’Himalaya, aujourd’hui située dans l’État de l’Uttarakhand, mais relevant à cette période des Provinces unies d’Agra et d’Awadh, au sein du Raj britannique. Il est issu d’un couple de confession presbytérienne, engagé dans une mission évangélique sous l’égide de Sam Higginbottom. Ses parents, Ethel (née Ellis) et George S. Birch, tous deux lettrés et diplômés d’université, accomplissaient un séjour de trois années dans les Indes dans le cadre d’un apostolat protestant. En l’an 1920, alors que l’enfant n’était encore qu’en sa troisième année, la famille regagna les États-Unis, son père ayant contracté une fièvre paludéenne persistante. John Birch était l’aîné d’une fratrie de sept.
Aux États-Unis, ses parents délaissèrent l’Église presbytérienne, et Birch est élevé dans la tradition baptiste, au sein de laquelle il reçoit également le baptême. Son enfance se déroule successivement à Vineland (New Jersey), puis à Crystal Springs et Macon, en Géorgie. Il achève ses études secondaires au lycée de Gore, situé dans le comté de Chattooga, où il se distingue en terminant premier de sa cohorte. Il poursuit ensuite son instruction supérieure à l’Université Mercer de Macon, établissement affilié à l’Église baptiste de Géorgie. D’après le témoignage postérieur d’un condisciple, Birch « est de tout temps un jeune homme véhément, animé d’un zèle inflexible », ajoutant qu’il se croit investi d’une mission de défense de la foi, dont lui seul détient la juste compréhension. Durant sa dernière année d’étude, il rejoint un cénacle d’étudiants opposés à ce qu’ils perçoivent comme des penchants libéraux au sein de l’université. Le groupe formule des accusations d’« hérésie » à l’encontre de certains professeurs, notamment pour leur adhésion à la théorie de l’évolution. Ces griefs aboutissent à la convocation d’une audience publique tenue dans la chapelle de l’établissement. En signe de protestation, des partisans du corps professoral apposent à l’entrée une affichette ironique portant l’inscription : « Ne pas entrer : Inquisition espagnole en cours ». Les accusations sont finalement levées, mais l’affaire contribue à ternir la réputation de Birch et de ses compagnons auprès de leurs condisciples. Birch, par la suite, exprime des regrets quant à l’incident impliquant l’un des professeurs. Il est néanmoins diplômé en 1939, recevant la mention summa cum laude et obtenant la meilleure moyenne académique de sa promotion.

### En tant que missionnaire
John Birch prit la résolution de se consacrer à la vocation missionnaire dès l'âge de onze ans. À l’issue de ses études universitaires, il intégra l’Institut biblique fondamental baptiste fondé par J. Frank Norris, situé à Fort Worth, au Texas. Ce dernier, ayant effectué un séjour à Shanghai en 1939 — soit deux années après le déclenchement de la seconde guerre sino-japonaise consécutive à l’invasion japonaise — était revenu aux États-Unis animé d’un zèle manifeste pour ce qu’il considérait comme une opportunité providentielle de propager l’Évangile et de convertir les âmes. Désireux d’abréger sa formation, Birch, qui avait auparavant abordé de nombreux champs d’étude, accomplit en une année le cursus initialement prévu pour deux. Il fut diplômé en juin 1940, se classant premier de sa promotion, et se prépara à rejoindre la mission de Shanghai relevant de la World Fundamental Baptist Missionary Fellowship (désormais connue sous le nom de World Baptist Fellowship), fondée par Norris. Lors d’une cérémonie d’envoi réunissant environ cent cinquante membres de l’assemblée, Norris souligna que les missionnaires partaient « en pleine connaissance des périls auxquels ils allaient s’exposer », les comparant à l’apôtre Paul résolu à se rendre à Jérusalem, bien qu’il sût que cela le conduirait probablement à la mort. Avant de quitter les siens, Birch aurait prononcé ces paroles d’adieu : « Adieu, mes amis ; si nous ne nous revoyons pas sur cette terre, nous nous retrouverons dans les cieux. »
En juillet, Birch parvint à Shanghai, alors situé en zone administrée par les autorités japonaises, bien que les ressortissants américains y soient encore considérés comme ressortissants neutres. C’est dans cette ville qu’il entama une étude rigoureuse du chinois mandarin. Quelques mois plus tard, il fut désigné pour rejoindre Hangzhou, également placée sous occupation japonaise. En octobre 1941, il quitta cette dernière localité à l’issue d’un périple pédestre éprouvant, échappant de peu à des tirs nippons, afin de prendre la direction d’une station missionnaire située à Shangrao, dans le nord-ouest du Jiangxi. Cette contrée, reculée et déshéritée, présentait des conditions de vie difficiles. Birch rassura néanmoins sa famille en leur rapportant que, bien que le paludisme et la dengue l’eussent « quelque peu éprouvé » — il mentionne alors peser environ 70 kg —, son état général s’améliorait. Il partageait le riz et les légumes avec les ouvriers chinois et bénéficiait, en sus, d’un peu de lait. Son niveau en chinois s’était notablement accru, au point qu’il était en mesure de prononcer un bref sermon dans cette langue.
L’attaque japonaise contre Pearl Harbor, survenue en décembre 1941, ajouta un ressentiment patriotique à l’indignation déjà manifeste de Birch face aux exactions commises par l’armée impériale japonaise en Chine. Par ailleurs, les conditions de subsistance à Shangrao devenaient pour lui de plus en plus précaires. L’insuffisance chronique de son régime alimentaire compromettait gravement une santé déjà délabrée par la maladie. Il semble, en outre, qu’un certain désenchantement à l’égard des instances administratives de la mission protestante ait commencé à poindre, entraînant chez lui un éloignement progressif, sinon une aversion, à l’égard de la religion instituée. Le 13 avril 1942, Birch adressa une correspondance à la Mission militaire américaine en Chine, dans laquelle il manifesta le vœu, à la fois animé par des considérations patriotiques et dicté par la nécessité, de s’enrôler dans les forces armées. Il y précisait qu’il exerçait son ministère au sein des territoires occupés depuis plus d’un an, mais que l’exercice de cette tâche devenait de plus en plus malaisé, faute de subsides et de ravitaillement, son pays étant demeuré silencieux depuis novembre précédent. S’il exprimait le souhait d’être affecté comme aumônier, il se déclarait néanmoins disposé à endosser tout autre rôle, fût-ce celui de simple soldat, ou à se soumettre à toute fonction qu’on daignerait lui confier.

### Travail en temps de guerre en Chine
En avril 1942, à la suite du raid aérien sur Tokyo — première opération offensive américaine contre le Japon consécutive à l’attaque de Pearl Harbor — le lieutenant-colonel James H. Doolittle et les membres de son équipage furent contraints d’abandonner leur appareil en vol au-dessus du sud-est de la Chine, sur un relief escarpé et montagneux, faute de carburant. Le bombardier B-25 qu’ils avaient utilisé fut le premier des seize appareils de ce type à avoir décollé du porte-avions USS Hornet dans le cadre de cette opération. Secourus par des villageois chinois, Doolittle et ses hommes furent ensuite dissimulés à bord d’un sampan, qui les transporta clandestinement au-delà des lignes japonaises dans la province du Zhejiang. Le pasteur et missionnaire américain John Birch, ayant été informé de la présence des aviateurs dans l’embarcation fluviale, participa à leur exfiltration. Parvenu à Chongqing — alors siège du gouvernement nationaliste chinois en exil — Doolittle fit état de l’assistance prodiguée par Birch auprès du colonel Claire Lee Chennault, commandant du groupe de volontaires américains (AVG), communément désigné sous le nom de « Flying Tigers » et intégré à l’armée de l’air chinoise. Ce dernier, en quête d’un ressortissant américain maîtrisant le chinois et ayant une connaissance approfondie du pays, estima utile de s’attacher les services de Birch. À l’issue d’entretiens relatifs à ses activités sur le territoire chinois, et au vu de son implication dans le sauvetage des aviateurs, Chennault — promu entre-temps au rang de général de brigade — nomma John Birch sous-lieutenant le 5 juillet 1942 à Chongqing, avec pour fonction celle d’officier de renseignement de terrain,. Il convient de noter que Birch avait initialement manifesté le souhait de servir en qualité d’aumônier,. Le 4 juillet, la dissolution officielle du groupe AVG entraîna la création du 23ᵉ groupe de chasse des United States Army Air Forces, auquel Birch fut intégré. Cette nouvelle unité hérita du surnom de « Flying Tigers » ainsi que des marques distinctives des Curtiss P-40 Warhawks, notamment le motif de gueule de requin peint sur le nez des appareils .
John Birch servit au sein de la China Air Task Force placée sous le commandement du général Chennault, formation qui fut intégrée à la Quatorzième Force Aérienne en mars 1943. Il opérait soit isolément, soit de concert avec des éléments nationalistes chinois, s’exposant fréquemment aux périls inhérents aux zones placées sous domination japonaise. Parmi ses attributions figuraient l’organisation de réseaux de renseignement constitués de ressortissants chinois acquis à la cause alliée, ainsi que la transmission au commandement de Chennault de renseignements relatifs aux déplacements de troupes et aux opérations nippones. Birch poursuivit en parallèle l’exercice du culte dominical à l’intention des chrétiens indigènes. Il mit également sur pied des dispositifs de radiocommunication à vocation stratégique, porta secours à plusieurs aviateurs américains tombés en territoire ennemi, et fit aménager deux pistes sommaires susceptibles d’accueillir des appareils en détresse. Pour l’ensemble de ses services, il fut décoré de la Légion du Mérite par le général Chennault, le 17 juillet 1944.
Pressé de bénéficier d’un congé, Birch refusa, déclarant à Chennault qu’il ne quitterait pas la Chine tant que le dernier soldat japonais ne s’en serait retiré. Ses convictions politiques évoluèrent progressivement. Dans une lettre adressée à Marjorie Tooker, avec laquelle il tissa des liens croissants, il qualifia le gouvernement nationaliste de « relativement exigu et peu représentatif », estimant que, en raison de ses « abus, de son intolérance et de son impuissance », ce régime n’avait jamais joui du concours populaire nécessaire à l’édification d’une nation robuste. Cependant, il reconnut à Tchang Kaï-chek le mérite d’une « constance dans ses desseins » tout au long du conflit. Quant aux communistes, Birch les considéra comme un « groupuscule également exigu et peu représentatif », dont il jugea les chefs « en grande part hypocrites et malfaiteurs ». Il imputait à ces derniers un déficit de patriotisme, mais saluait leur ténacité et leur habileté dans la lutte contre l’envahisseur nippon.
En 1945, Birch, promu capitaine, fut affecté auprès de l’Office of Strategic Services (OSS) des États-Unis, organisme de renseignement américain en activité durant la Seconde Guerre mondiale. Dans un premier temps, il manifesta des réticences à collaborer avec l’OSS, n’entendant servir que sous les ordres de Chennault. Le 14 août, date marquant la capitulation du Japon et la cessation officielle des hostilités, ne mit pas un terme immédiat à tous les combats. En vertu des clauses de la reddition, les troupes japonaises furent enjointes de demeurer dans les territoires qu’elles contrôlaient, en attendant leur restitution aux autorités nationalistes chinoises. Cette situation s’avéra particulièrement complexe dans les régions où le pouvoir effectif était détenu depuis près d’une décennie par le gouvernement communiste chinois. De fait, ces derniers s’employèrent à chasser les forces impériales japonaises, qu’ils soupçonnaient de maintenir dans leurs rangs des éléments américains. Ces derniers, selon les communistes, collaboraient de manière ostensible avec les troupes nippones encore présentes sur le terrain, ce qui alimenta la persistance des combats au-delà de la capitulation formelle.
Dans ses notes consignées au journal de bord, le major de l’OSS Gustav Krause, qui commandait l’une des trois bases aériennes implantées en Chine et exerçait désormais la tutelle sur le capitaine Birch, observait avec réserve : « Birch se révèle un officier compétent, mais je redoute que son audace outrée ne lui attire quelque déconvenue,. »

### Mort
Après la capitulation formelle du Japon, proclamée le 15 août 1945, les agents de l’OSS furent dépêchés dans le nord de la Chine afin de recueillir la reddition des commandants japonais établis dans cette région. Bien que les communistes chinois eussent juridiction sur une grande partie du territoire montagneux, ils furent tenus à l’écart de toute procédure d’acceptation de capitulation. Birch confia à un proche qu’il ne nourrissait aucune appréhension à se rendre en zone communiste, ayant déjà œuvré à plusieurs reprises en collaboration avec des éléments communistes, et n’ayant jusque-là rencontré que peu d’hostilités.

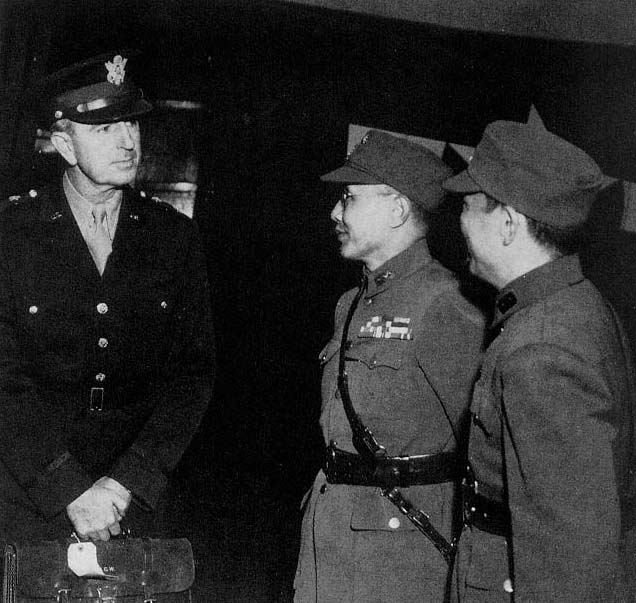
Le général Wedemeyer arrivant à Chongqing, 1944.

Le 20 août, Birch quitta Xi’an en direction de Xuzhou, où se trouvait une installation ainsi qu’un aérodrome contrôlé par les forces japonaises. Il était à la tête d’un détachement composé de deux soldats américains, d’un agent civil relevant de l’OSS, de cinq officiers chinois et de deux Coréens maîtrisant la langue japonaise. Cette mission, placée sous l’autorité directe du lieutenant-général Albert C. Wedemeyer, commandant des troupes américaines en Chine, avait pour objet de se rendre dans la province du Shandong afin de s’emparer de documents japonais et de recueillir des renseignements relatifs aux aérodromes susceptibles de servir au transport aérien de prisonniers de guerre américains. Birch et son groupe effectuèrent leur périple par étapes, alternant déplacements pédestres et traversées en jonque chinoise, jusqu’à ce qu’ils parvinssent à Guide (aujourd’hui Shangqiu), localité située le long de la voie ferrée de Longhai.
Le 24 août, après avoir séjourné deux nuits dans un village avoisinant, le convoi conduit par Birch prit place à bord d’un train à Guide, escorté par un général chinois accompagné de son ordonnance, en direction de Xuzhou, où Birch était attendu pour une entrevue avec un autre général chinois. À mi-parcours, à environ soixante-douze kilomètres de Xuzhou, le train fut stoppé en gare de Dangshan, où l’on informa le groupe que la voie ferrée située en avant avait été sabotée. Poursuivant néanmoins leur progression sur une distance supplémentaire d’environ seize kilomètres, le convoi se trouva bientôt empêché d’aller plus avant en raison de la disparition d’un tronçon de rail. Une patrouille japonaise fit alors son apparition à bord d’une draisine, munie de rails de rechange, et procéda à la réparation de la voie. Birch fit alors revenir le train à Dangshan, où son groupe passa la nuit dans un village proche, ce dernier ayant été dévasté par les exactions des hommes tués par les communistes chinois.
Le matin du 25 août, Birch prit place sur une draisine et poursuivit sa route en direction de Xuzhou, accompagné de son groupe, du général chinois et de son ordonnance. Après avoir parcouru plus de 1600 mètres, ils rencontrèrent un détachement d’environ 300 communistes armés. Birch et le lieutenant Tung, son aide de camp durant cette mission, reçurent l’ordre de déposer leurs armes ainsi que leur équipement, comprenant notamment trois postes radio. Arborant son uniforme militaire, Birch se déclara et refusa de se dessaisir de son arme. Une altercation s’ensuivit avec le chef communiste, mais le groupe obtint néanmoins l’autorisation de poursuivre son chemin. Quelques distances plus loin, le convoi de Birch croisa un autre groupe de communistes en train de détruire les voies ferrées et de sectionner les poteaux télégraphiques. Grâce à l’intervention de Tung, qui servit d’interprète auprès des insurgés, le groupe put continuer sa progression, cette fois à l’aide d’un chariot à bras. Peu après, ils croisèrent encore une patrouille de communistes chinois.
Lorsqu’ils parvinrent à la gare de Huangkou, alors tenue par les forces communistes, Birch et Tung furent reçus par le commandant militaire local, entouré d’une vingtaine de soldats. Birch se déclara et déclina de déposer son pistolet. Tung, non armé, tentait d’intercéder en faveur de Birch auprès du chef communiste, lorsqu’il reçut l’ordre d’être abattu. Il fut blessé à la cuisse droite par balle, puis assommé à la tête par la crosse d’un fusil. Par la suite, Birch, dont le revolver demeurait dans son étui, se vit à son tour signifier sa condamnation à mort : il fut touché à la cuisse gauche. Ses poignets et chevilles furent ligotés, et, agenouillé, il reçut une balle dans la tête. Le corps de Birch fut ensuite transpercé à la baïonnette, puis, avec celui de Tung, précipité dans un fossé. Le reste de l’équipe de Birch fut fait prisonnier. Lorsque cela devint possible, des paysans chinois transportèrent les dépouilles à l’hôpital de Xuzhou, où une autopsie fut pratiquée sur Birch. Le lieutenant Bill Miller, dont le groupe devait rejoindre celui de Birch à Xuzhou, arriva le 29 août. Informé des événements, Miller interrogea Tung, alors amputé d’une jambe et ayant perdu un œil. Le rapport médico-légal confirma que Birch avait été atteint d’une balle à la jambe, les mains et les chevilles entravées, puis frappé d’une balle à l’arrière du crâne et baïonnetté. Tung déclara à Miller qu’après avoir entendu le troisième coup de feu, il avait été jeté dans le fossé aux côtés de Birch. Deux semaines plus tard, les autres prisonniers furent libérés. Diverses hypothèses ont été émises pour expliquer la mort de Birch, parmi lesquelles la méprise quant à leur lieu d’arrivée – Huangkou au lieu de Ninchuan –, la rencontre prévue de Birch avec les troupes collaborationnistes chinoises de la sixième armée commandées par le général Hu Bengzhu, un malentendu suscité par les guérilleros locaux, ou encore une provocation imputable à Birch lui-même.
Birch, ainsi que deux aviateurs américains péris dans un accident aérien survenu à l’aérodrome de Xuzhou, furent inhumés dans des cryptes voisines. Un office religieux selon le rite catholique romain fut célébré en la cathédrale de Xuzhou par des ecclésiastiques jésuites d’origine italienne. Vingt-quatre ressortissants chinois prirent part à la procession funèbre, portant les trois cercueils recouverts du pavillon des États-Unis jusqu’au lieu de sépulture situé sur le flanc du mont Hung-lung, au sud de Xuzhou. Les derniers sacrements furent prononcés au bord de la fosse par un ministre du culte chrétien chinois. L’organisation des obsèques avait été confiée à Miller, ami du défunt Birch. La cérémonie donna lieu à des marques d’hommage militaire rendues par des officiers chinois ainsi que par des soldats japonais.
Birch était la cinquième des cinq victimes de combat de l'OSS en Chine.

## Récompenses militaires
Le sénateur américain William F. Knowland s'efforça, en vain, d'obtenir à titre posthume plusieurs distinctions militaires pour le capitaine Birch, notamment la Distinguished Service Cross et le Purple Heart. Ces décorations ne furent toutefois point accordées, au motif que les États-Unis ne se trouvaient pas formellement en état de guerre contre les forces communistes chinoises en 1945. Le capitaine Birch fut néanmoins gratifié des décorations militaires suivantes :
|             | Bronze oak leaf cluster                               |  |
| Bronze star | Bronze star · Bronze star · Bronze star · Bronze star |  |
|             |                                                       |  |

| Médaille du service distingué                                                    | Légion du Mérite avec une grappe de feuilles de chêne      | Citation de l'unité présidentielle de l'armée              |
| Médaille de la campagne américaine avec étoile                                   | Médaille de la campagne Asie-Pacifique avec quatre étoiles | Médaille de la victoire de la Seconde Guerre mondiale      |
| Médaille des forces armées de la République de Chine ( Note B, deuxième classe ) | Ordre du Nuage et de la Bannière de la République de Chine | Médaille commémorative de guerre de la République de Chine |

## John Birch Society
John Birch demeure aujourd’hui principalement associé à l’organisation éponyme fondée en sa mémoire. La John Birch Society fut instituée à Indianapolis, dans l’Indiana, au terme d’une réunion de deux jours, les 8 et 9 décembre 1958, à l’initiative d’un cénacle de douze personnes placé sous la houlette de Robert W. Welch Jr., ancien confiseur de profession et militant conservateur établi à Belmont, dans le Massachusetts. Dès 1954, Welch avait consacré à John Birch un premier ouvrage biographique, intitulé The Life of John Birch : In the Story of One American Boy, the Ordeal of His Age. L’année suivante, il entreprit la fondation de la société susnommée afin de promouvoir, selon ses termes, « moins de gouvernement, davantage de responsabilité, et un monde meilleur ». Welch choisit de conférer à cette nouvelle entité le nom de Birch, qu’il tenait pour un anticommuniste résolu mais méconnu, et qu’il considérait comme la première victime américaine des tensions géopolitiques de l’après-guerre, communément désignées sous l’appellation de guerre froide. Dans ses Mémoires publiés en 1991, le général Jimmy Doolittle, retiré du service actif et ayant rencontré John Birch en Chine après le raid aérien qu’il dirigea sur Tokyo, déclara à ce propos : « [Birch] ne pouvait nullement imaginer que la John Birch Society, organisation anticommuniste fort active dans l’immédiat après-guerre, adopterait son nom, les fondateurs la présentant comme une réponse à la “première victime de la Troisième Guerre mondiale”. Je suis persuadé qu’il ne l’eût point approuvé, »
Welch obtint l’assentiment des parents de Birch pour conférer à la Société le nom de leur fils ; tant la mère que le père prirent part, à diverses reprises, à des manifestations ou réunions afférentes à ladite organisation.

## Mémoriaux
- Le nom de Birch figure sur la plaque de bronze d'un monument de la Seconde Guerre mondiale au sommet du parc Coleman Hill surplombant le centre-ville de Macon, en Géorgie, avec les noms d'autres militaires de Macon décédés dans l'armée.
- Birch a une plaque sur le sanctuaire de la Première Église Méthodiste du Sud de Macon, qui a été construite sur un terrain donné par sa famille, acheté avec l'argent qu'il envoyait à la maison chaque mois.
- « Le John Birch Hall », un bâtiment de la First Baptist Church de Fort Worth, au Texas, a été nommé d'après Birch par le pasteur J. Frank Norris[34].
- « John Birch Memorial Drive », une rue de Townsend, dans le Massachusetts, porte son nom[35].
- L'Université John Birch, plus tard l'Université Robert Welch, a été fondée par la JBS et nommée d'après Birch.

Birch possède une plaque commémorative au cimetière Rose Hill à Macon, en Géorgie.